# Jozef Kapustka
Józef Kapustka (né le 28 mai 1969 à Tarnów, Pologne) est un pianiste polonais.

## Historique
Diplômé de la Juilliard School de New York (1992) et la Royal Academy of Music de Londres (1997), il se perfectionne auprès de Dmitri Bashkirov à Madrid et de Vera Gornostaeva à Moscou ; diplôme supérieur de langue et civilisation française de la Sorbonne et Grand Prix du Conservatoire International de Musique de Paris (1994).
Nommé aux Molières 2010 du meilleur spectacle musical pour "Diva à Sarcelles" de et par Virginie Lemoine (avec Brigitte Faure, Marie Chevalot, Lucie Barret, Michel Tavernier, Pierre Jean Cherer, Smail Mekki, Olivier Cruveiller).